# Шампоршер
Шампоршер је насеље у Италији у округу Долина Аосте, региону Долина Аосте.
Према процени из 2011. у насељу је живело 423 становника. Насеље се налази на надморској висини од 1419 м.

## Становништво
Према резултатима пописа становништва 2011. у општини је живело 398 становника.
| 1951. | 1961. | 1971. | 1981. | 1991. | 2001. | 2011. |
| ----- | ----- | ----- | ----- | ----- | ----- | ----- |
| 638   | 563   | 515   | 455   | 406   | 423   | 398   |